# ディカーソン (駆逐艦)
|          | |
| 艦歴     | |
| 発注     | |
| 起工     | 1918年5月25日 |
| 進水     | 1919年3月12日 |
| 就役     | 1919年9月3日 1930年5月1日 |
| 退役     | 1922年6月25日 |
| 除籍     | |
| その後   | 1945年4月2日に神風機の命中と爆撃で大破 1945年4月4日に海没処分                                                                            |
| 性能諸元 | |
| 排水量   | 1,090トン |
| 全長     | 314 ft 5 in (95.83 m) |
| 全幅     | 31 ft 8 in (9.65 m) |
| 吃水     | 9 ft 4 in (2.84 m) |
| 機関     | 2缶 蒸気タービン2基 2軸推進、13,500shp                                                                                                   |
| 最大速   | 駆逐艦当時 35ノット(65 km/h) |
| 乗員     | 士官、兵員101名 |
| 兵装     | 駆逐艦当時 4インチ砲4門、3インチ砲1門、21インチ魚雷発射管12門高速輸送艦当時 3インチ砲4門、40ミリ単装機関砲2門、20ミリ単装機銃5門、LCR4隻 |

ディカーソン (USS Dickerson, DD-157/APD-21) は、アメリカ海軍の駆逐艦。ウィックス級駆逐艦の1隻。艦名は1834年から1838年まで、アンドリュー・ジャクソン、マーティン・ヴァン・ビューレン両大統領のもとで第10代のアメリカ合衆国海軍長官を務めたマーロン・ディカーソンにちなむ。

## 艦歴

### 駆逐艦時代
ディカーソンはニュージャージー州カムデンのニューヨーク造船所で1918年5月25日に起工し、1919年3月12日にJ・S・ディカーソン夫人によって進水、艦長F・V・マクネアー中佐の指揮下1919年9月3日に就役する。
竣工後、ディカーソンは東海岸とカリブ海を中心に行動し、艦隊に加わってバルボア、カヤオおよびバルパライソといった南アメリカの諸港を訪問したこともあった。1921年にはハンプトン・ローズにおいてほかの大西洋艦隊の諸艦艇とともにウォレン・ハーディング大統領の巡視を受けた。1921年11月にブルックリン海軍工廠に入渠後、そのまま1922年6月25日に退役した。
8年後の1930年5月1日、ディカーソンは現役に復する。再び東海岸とカリブ海での魚雷発射などの演習に参加し、1932年と1933年から1934年の期間は西海岸での演習に参加するためパナマ運河を往復した。西海岸での演習に参加後は東に戻り、1934年5月31日にブルックリン沖で行われたフランクリン・ルーズベルト大統領による巡視を受けたあと、8月からはノーフォーク海軍造船所でオーバーホールに入った。オーバーホール後は第19予備群に編入。1935年には訓練飛行隊付属となり、練習艦として海軍予備役兵の訓練に供され、チャールストンとフロリダ、カリブ海との間を往復した。
1938年、ディカーソンは大西洋艦隊第10駆逐部隊に配属され、ノーフォークから出港して慣熟訓練を行う新鋭空母ヨークタウン (USS Yorktown, CV-5) の支援を務め、1939年春にはカリブ海において艦隊とともに上陸演習に参加した。ヨーロッパ情勢の緊迫化とともにポルトガルのリスボンを拠点とする第40戦隊が1939年夏に編制され、ディカーソンも戦隊に加わるためノーフォークを出港。スペイン諸港を回ってカサブランカから脱出してきた難民の支援や、国務省のための特別任務に従事した。任務を終えたあと、1940年7月25日にノーフォークに帰投した。
本国に戻ったディカーソンは1940年10月まで、フロリダ州キーウェストとコネチカット州ニューロンドンで第2潜水戦隊の支援にあたり、以降は第二次世界大戦勃発に伴う中立パトロールのためカリブ海に出動し、1941年10月までその任務にあたった。その間の9月には商船リビー・メインの生存者6名を救助し、真珠湾攻撃によるアメリカの大戦参戦後の1941年12月から1942年1月には、ニューファンドランド島アルゼンチア海軍基地を拠点にアイスランド行の輸送船団の護衛に任じる。1942年3月19日、ディカーソンは船団護衛中に不運なトラブルに巻き込まれる。前日の3月18日にディカーソンは、Uボートによって撃沈されたタンカーの乗組員を救助してノーフォークに向かったが、3月19日にバージニア岬沖にいたったところで味方の輸送船リベレーターがディカーソンを敵と勘違いして誤射し、ディカーソンは砲弾の命中で艦長J・K・レイボルド少佐を含む3名が死亡、6名が負傷してディカーソンは修理のためノーフォークに急行した。損傷復旧後は8月までノーフォークとキーウェスト、8月から10月にはキーウェストとニューヨーク、10月から1943年1月まではニューヨークとキューバの間において船団護衛にあたった。
1943年の上半期、ディカーソンはカリブ海とジブラルタルおよびアルジェの間でタンカー船団の護衛を行う。その後は護衛空母カード (USS Card, AVG-11) を基幹とする対潜掃討部隊に加わり、7月17日から8月13日の間は北アイルランドのロンドンデリーにてイギリス艦隊との合同演習に参加。演習終了後は高速輸送艦への改装を行うためチャールストンに回航され、8月21日にハルナンバーが APD-21 に変更された。

### 高速輸送艦時代
1943年11月1日、改装を終えたディカーソンはノーフォークを出港し、太平洋に向かう。エスピリトゥサント島を拠点に輸送と護衛に従事したあと、1944年1月30日にブカ島の北西方の海域に位置するグリーン諸島に対する作戦（グリーン諸島の戦い）に参加する。ディカーソンは他の艦艇とともにベララベラ島の泊地を出撃し、翌1月31日朝にアメリカ軍とニュージーランド軍からの4個中隊からなる部隊を諸島の中核であるニッサン島に上陸させたものの、残存日本軍部隊との交戦や日本機の機銃掃射によっていったん退却を余儀なくされた。前哨戦のあと、日本軍の様子を知ることが出来た連合軍側は2月15日から20日にかけて再度グリーン諸島に大挙として押し寄せ、ディカーソンも再び上陸作戦に加わって陸上部隊を上陸させた。3月20日にはエミラウ島の占領作戦に参加したが、こちらは労せず確保することができた（エミラウ島の無血占領）。1944年4月にはニューギニアの戦いにはせ参じるためミルン湾に到着し、以降の2か月間はダグラス・マッカーサー陸軍大将率いる南西太平洋軍とともにあった。ディカーソンはセレオ島とアイタペの攻略に参加。その後は真珠湾に下がって修理を受けたあとロイ＝ナムル島に進出し、高速輸送艦デント (USS Dent, APD-9) とともに水中爆破班をサイパン島とグアムに輸送した。サイパン、グアム両戦役で補給と管制、火力支援の各任務を7月末まで行ったあと、ディカーソンは西海岸へ向かってオーバーホールに入った。
オーバーホールを終えたディカーソンは1944年11月にアイタペに到着し、ニューギニア方面で護衛任務を行ったあと水中爆破班を乗せ、ルソン島の戦いに加わる。12月27日に拠点を出撃して1945年1月9日にリンガエン湾にいたり、水中爆破班の行動を支援した。1月末にウルシー環礁に回航されたあと、2月19日からの硫黄島の戦いにも後方支援任務担当として参加した。硫黄島を確保したアメリカ軍の次の目標は沖縄であったが、本作戦の前に慶良間諸島を確保して前進基地とすることを画策した。ディカーソンはレイテ島に58名の捕虜を輸送したあと、第77歩兵師団の一部を乗せた戦車揚陸艦と中型揚陸艦の集団を引き連れて慶良間に向かい、3月24日に慶伊瀬島を占領。慶伊瀬島は「ロング・トム」M59 155mmカノン砲が配備されて重砲の島となった。
4月2日夕刻、ディカーソンは洋上で哨戒中に神風の攻撃を受けた。1機の双発の日本機が機銃掃射を行うような態勢で突入してきたが、いったんディカーソンの上空を通過したあと攻撃輸送艦ヘンリコ (USS Henrico, APA-45) に爆弾を命中させた。その双発機は爆弾を投下したあともそのまま去らず、再びディカーソンめがけて突入。機体は煙突をかすめて艦橋基部に命中してマストを押し倒した。これとあまり時を隔たないときに別の日本機がディカーソンに対して爆弾を投下し、爆弾は船首楼に命中して一番砲を吹き飛ばした。神風と爆弾の命中により艦長ラルフ・H・ラウンズベリ少佐以下艦の幹部はことごとく戦死し、艦は中央部から火災を発して艦橋を取り巻き、前方と後方は火災によって遮断された。ディカーソンは10ノットの速力を維持していたが間もなく前部弾薬庫が誘爆を起こし、生き残ったディカーソンの乗組員は艦を放棄しなければならないことを悟った。ディカーソンはラウンズベリ艦長を含む54名が戦死し、残る乗組員は僚艦バンチ (USS Bunch, APD-79) とハーバート (USS Herbert, APD-22) に救助された。ディカーソンは鎮火には成功したものの被害甚大につき、除籍ののちに慶良間に曳航され、4月4日に海没処分された。
ディカーソンは第二次世界大戦の功績で、6個の従軍星章を受章した。